# 羅伯·西蒙斯
羅伯·西蒙斯（英語：Rob Simmons；1943年2月11日—），前美国國會議員、美國陸軍退役上校。在2001年至2007年，他是康涅狄格州第2選舉區選出的美國眾議院議員，黨籍為共和黨。西蒙斯曾經代表共和黨在2010年競選康涅狄格州參議員但未能當選。